# الطاقة الشمسية في الدنمارك

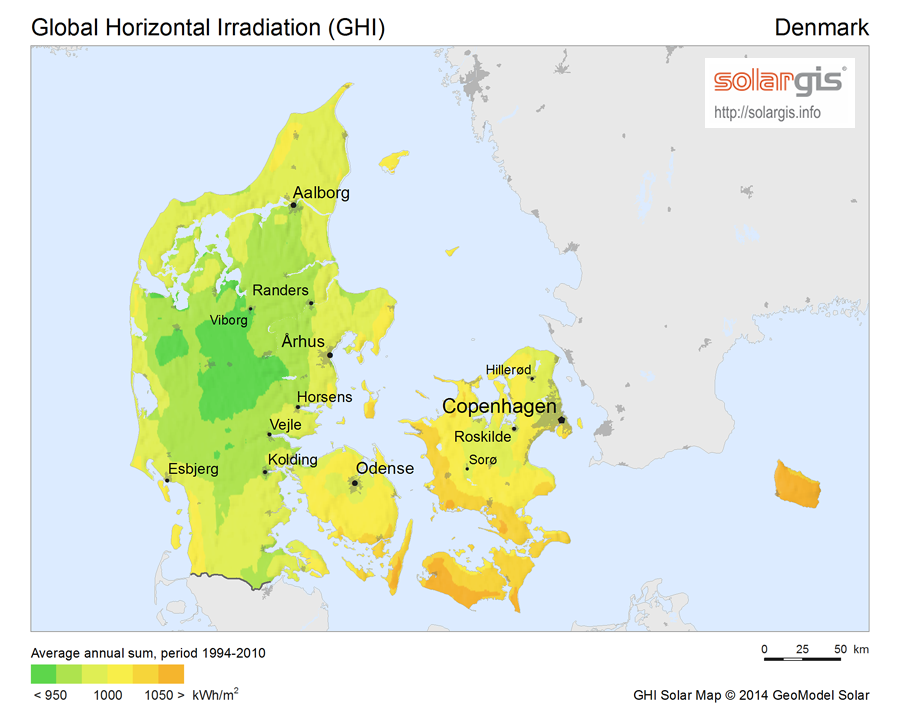
الإشعاع الشمسي في الدنمارك

تهدف الدنمارك بحلول عام 2050 أن تصل نسبة الطاقة المتجددة فيها إلى 100٪. الهدف المراد لعام 2020 وهو الوصول إلى 200 ميجاوات تم تحقيقة قبل 8 أعوام من السنة المحددة أي في عام 2012، ومنذ ذلك الحين يتم تثبيت 36 ميجاوات شهريا. وصلت السعة الكلية للطاقة الشمسية في الدنمارك إلى 790 ميجاوات في أواخر عام 2015. من المتوقع الوصول إلى 3400 ميجاوات بحلول عام 2030.

## نمو الخلايا الشمسية

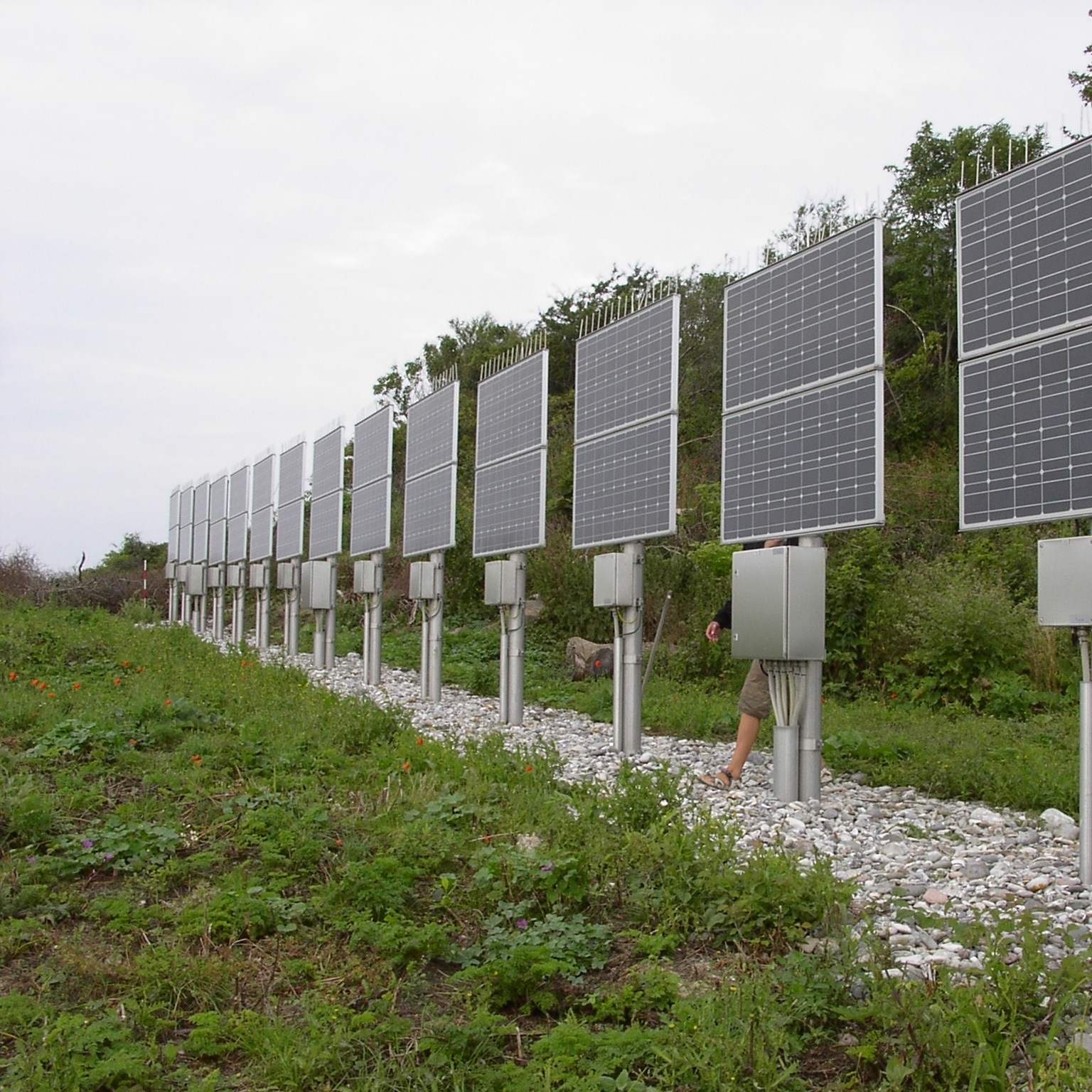
الخلايا الشمسية على جزيرة هيلم.

في عام 2012، أخذ نمو الخلايا الشمسية في الدنمارك منحناً تصاعديا. فتشير الأبحاث والتقديرات أن السعة الكلية تضاعفت عشرين ضعف في عام واحد. في ديسمبر 2012 قرر البرلمان الدنماركي بتخفيض التعويضات. هذا القرار يهدف إلى خفض حافز الإستثمار في مجال الطاقة الشمسية وقامت أيضا بتخفيض قيمة عوائد الضرائب عن الحكومة بتحميل المستهلك هذا الفرق.

على الرغم من هذه الإجراءات لتقليل حافز الإستثمار، ظل النمو في عام 2013 قويا، على الرغم من انخفاض مؤشر النمو 32٪ عن العام السابق.
| العام | السعة الكلية بالميجاوات MWp | الزيادة بالميجاوات MWp | Δ%    | المصادر       |
| ----- | --------------------------- | ---------------------- | ----- | ------------- |
| 1996  | <1                          | 0.1                    | 100%  |               |
| 1997  | <1                          | 0.2                    | 100%  |               |
| 1998  | <1                          | 0.1                    | 25%   |               |
| 1999  | 1                           | 0.6                    | 120%  |               |
| 2000  | >1                          | 0.4                    | 36%   |               |
| 2001  | >1                          | 0                      | 0%    |               |
| 2002  | >1                          | 0.1                    | 7%    |               |
| 2003  | >1                          | 0.3                    | 19%   |               |
| 2004  | 2                           | 0.4                    | 21%   |               |
| 2005  | >2                          | 0.4                    | 17%   |               |
| 2006  | >2                          | 0.2                    | 7%    |               |
| 2007  | 3                           | 0.2                    | 7%    |               |
| 2008  | >3                          | 0.19                   | 6%    | [ 7 ]         |
| 2009  | <5                          | 1.3                    | 39%   | [ 8 ]         |
| 2010  | 7                           | 2.5                    | 54%   | [ 9 ]         |
| 2011  | 16                          | 9                      | 130%  | [ 10 ] [ 11 ] |
| 2012  | 332                         | 316                    | 2075% | [ 12 ]        |
| 2013  | 564                         | 248                    | 70%   | IEA-PVPS      |
| 2014  | 603                         | 39.4                   | 7%    | IEA-PVPS      |
| 2015  | 790                         |                        |       | [ 13 ]        |

## نظام التدفئة الشمسي

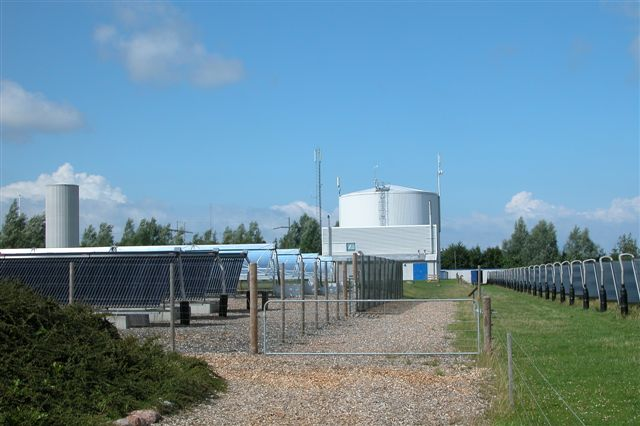
محطة الطاقة الشمسية الحرارية في مارستال

توفر محطة الطاقة الشمسية الحرارية على جزيرة أرو ثلث الطاقة اللازمة في مارستال، ويجري الآن توسعة المحطة. يستخدم المصنع مخازن الطاقة الحرارية الموسمية (STES) في شكل حفرة كبيرة مبطنة مليئة بالحصى والماء، ومعزولة من الأعلى. هذا يتيح استخدام الحرارة الشمسية التي جمعت في الصيف طوال العام. هذه العملية مشابهة لعملية تخزين الثلج للصيف في العديد من البلدان.
في برايدستروب، يستخدم نظام التدفئة الشمسي في العديد من المؤسسات، هذه المؤسسات تستخدم أكثر من 19000 متر مكعب من الطبقات الجوفية كبطارية حرارة. هذه البطاريات يمكن حفظ 500 ميجاوات من الحرارة عند درجة حرارة 65 سليزويس. يتم توفير خزانين لتوفير مصدر إضافي لحفظ الحرارة. عند استخراج الحرارة، تقوم مضخة حرارية 1.5 ميجاوات برفع درجة الحرارة إلى 80 درجة سليزويس للنظام. هذا النظام الحالي هو أول توسع للنموذج الصغير، والذي يوفر حاليا 20٪ من الحرارة اللازمة للمجتمع سنويا، عن طريق إستغلال 10600 متر مربع من السخانات الشمسية.
يهدف التوسع الثاني إلى توفير 50٪ من الحرارة المطلوبة بإستغلال 50000 منر مربع.

تم تصميم نظام برايدستروب للتكامل مع الشبكة الكهربية الوطنية. كما يتم الاستعانة بتوربينات الرياح والغاز الطبيعي للمساعدة في استقرار النظام.

## وصلات خارجية
- Solar Energy Centre Denmark
- Seasonal thermal store being fitted in an ENERGETIKhaus100
- Fujita Research report
- Earth Notes: Milk Tanker Thermal Store with Heat Pump
- Heliostats used for concentrating solar power (photos)